# Niløse Sogn
Niløse Sogn var et sogn i Ringsted-Sorø Provsti (Roskilde Stift).
I 1800-tallet var Niløse Sogn et selvstændigt pastorat. Det hørte til Merløse Herred i Holbæk Amt. Niløse sognekommune indgik i 1966 - 4 år før kommunalreformen i 1970 - i Dianalund Kommune, der ved strukturreformen i 2007 blev indlemmet i Sorø Kommune.
I Niløse Sogn ligger Niløse Kirke.
1.	december 2024 indgik sognet i Tersløse-Skellebjerg-Niløse Sogn
I sognet findes følgende autoriserede stednavne:
- Frederiksberg (bebyggelse)
- Gammelgang (bebyggelse)
- Kongsted (bebyggelse, ejerlav)
- Kongsted Holme (bebyggelse)
- Krogen (bebyggelse)
- Lilleø (bebyggelse)
- Mikkelshuse (bebyggelse)
- Niløse (bebyggelse, ejerlav)
- Niløse Holme (bebyggelse)
- Niløsegård (landbrugsejendom)
- Rævebjerg (bebyggelse)
- Tangen (bebyggelse)
- Verup (bebyggelse, ejerlav)